# 528489 Ntuef
528489 Ntuef este o planetă minoră (asteroid) din centura de asteroizi. A fost descoperită pe 20 octombrie 2008 la Lulin Observatory⁠(d) de . 
Obiectul prezintă o orbită caracterizată de o semiaxă mare de 2,2465166751008 UAi, o excentricitate de 0,16618337634845, o înclinație de 3,1883489144556 ° în raport cu ecliptica.